# Landgericht Neustrelitz
Das Landgericht Neustrelitz war ein deutsches Landgericht mit Sitz in Neustrelitz.

## Geschichte
Mit der Verordnung zur Ausführung des Gerichtsverfassungsgesetzes vom 27. Januar 1877 vom 17. Mai 1879 wurden die Änderungen der Reichsjustizgesetze im Großherzogtum Mecklenburg-Strelitz umgesetzt. Die bisherigen Gerichte wurden aufgehoben und es wurden zehn Amtsgerichte, ein Landgericht (das Landgericht Neustrelitz) und ein Oberlandesgericht (das gemeinsame Oberlandesgericht Rostock) geschaffen.
Ihm waren folgende Amtsgerichte zugeordnet:
| Amtsgericht                | Sitz           | Anmerkung                    |
| -------------------------- | -------------- | ---------------------------- |
| Amtsgericht Neustrelitz    | Neustrelitz    |                              |
| Amtsgericht Neubrandenburg | Neubrandenburg |                              |
| Amtsgericht Friedland      | Friedland      |                              |
| Amtsgericht Woldegk        | Woldegk        |                              |
| Amtsgericht Strelitz       | Strelitz       |                              |
| Amtsgericht Fürstenberg    | Fürstenberg    |                              |
| Amtsgericht Stargard       | Burg Stargard  |                              |
| Amtsgericht Feldberg       | Feldberg       |                              |
| Amtsgericht Mirow          | Mirow          |                              |
| Amtsgericht Schönberg      | Schönberg      | für das Fürstentum Ratzeburg |

Der Landgerichtsbezirk umfasste das Großherzogtum Mecklenburg-Strelitz mit einer Fläche von 2929,5 Quadratkilometern. Im Jahre 1880 umfasste es 95.673 Gerichtseingesessene. Schwurgerichtssitzungen wurden beim Landgericht Güstrow abgehalten. Für das Fürstentum Ratzeburg bestand eine Strafkammer des Landgerichts am Amtsgericht Schönberg. Das Gericht bestand aus einem Präsidenten, einem Direktor und fünf Landgerichtsräten.
Mit dem Ende des Zweiten Weltkriegs wurde das Landgericht Neustrelitz nicht weitergeführt und das Landgericht Güstrow übernahm die Aufgaben.

## Landesarbeitsgericht Neustrelitz
Gemäß Arbeitsgerichtsgesetz vom 23. Dezember 1926 wurden in Deutschland Arbeitsgerichte gebildet. Diese waren nur in der ersten Instanz unabhängig, die Landesarbeitsgerichte waren den Landgerichten zugeordnet. Am Landgericht Neustrelitz entstand so 1927 das Landesarbeitsgericht Neustrelitz als Landesarbeitsgericht von Mecklenburg-Strelitz. Dem Landesarbeitsgericht Neustrelitz waren folgende Arbeitsgerichte zugeteilt: Arbeitsgericht Neustrelitz, Arbeitsgericht Neubrandenburg und Arbeitsgericht Schönberg.
Mit der Bildung des Landes Mecklenburg 1934 verbunden war auch eine Konsolidierung der Arbeitsgerichte. Das Landesarbeitsgericht Neustrelitz wurde aufgehoben, das Landesarbeitsgericht Güstrow war nun für ganz Mecklenburg zuständig.

## Gebäude

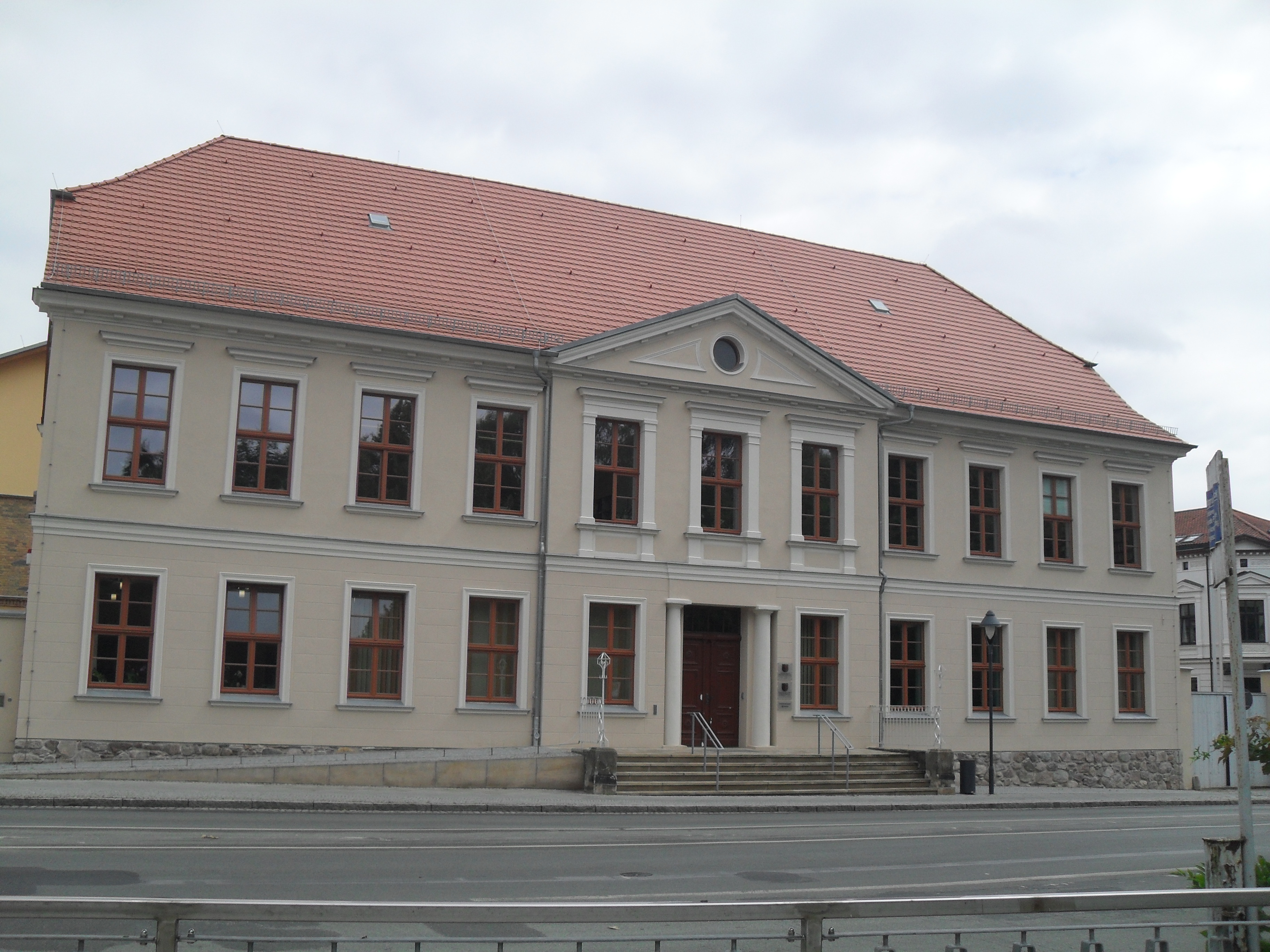
Gemeinsames Gebäude des Landessozialgerichts und der Zweigstelle Neustrelitz des AG Waren/Müritz (2015)

Das Landgericht hatte seinen Sitz im denkmalgeschützten Gebäude Töpferstraße 13a nahe dem Stadtzentrum von Neustrelitz. Seit 2. März 2015 ist der Gebäudekomplex auch Sitz des Landessozialgerichts Mecklenburg-Vorpommern. Es wurde 1865 nach Entwürfen von Friedrich Wilhelm Buttel als Großherzogliches Landgericht mit Gerichtssaal und einem Gefängnis im Hof errichtet.

## Urteile
Im März 1925 verurteilte das Landgericht Neustrelitz irrtümlicherweise den Polen Józef Jakubowski wegen Mordes zum Tode. Es handelt sich dabei um einen der bedeutendsten Justizirrtümer der deutschen Rechtsgeschichte des 20. Jahrhunderts. Das Urteil mit vollständiger Urteilsbegründung wurde in den 1920er Jahren zweimal veröffentlicht (und zwar im Rahmen zweier Abhandlungen, die sich kritisch mit der Verurteilung Jakubowskis auseinandersetzten). Der Urteilsinhalt ist damit erhalten geblieben und nach wie vor für die Öffentlichkeit zugänglich. Auch die Verfahrensakten sind vollständig erhalten geblieben; sie werden im Landeshauptarchiv Schwerin aufbewahrt.

## Richter
- Carl Piper, Landgerichtsdirektor und ab 1887 Präsident des Landgerichts Neustrelitz
- Roderich Hustaedt, Richter ab 1907